# Somatidia websteriana
Somatidia websteriana är en skalbaggsart som beskrevs av Thomas Broun 1909. Somatidia websteriana ingår i släktet Somatidia och familjen långhorningar. Inga underarter finns listade i Catalogue of Life.